# Mühlriegel (Bayerischer Wald)
Der Mühlriegel ist ein Berg im Bayerischen Wald. Er ist 1080 m ü. NHN hoch und erhebt sich als westlichster Gipfel des langgezogenen Arberkammes, der sich bis zum Großen Arber hinüberzieht.
Auf dem felsigen Gipfel steht eine Unterstandshütte und ein großes Gipfelkreuz, die Aussicht geht vom Kaitersberg übers Zellertal mit der markanten Ortschaft Arnbruck bis zum Großen Arber. Auf den Mühlriegel führen verschiedene Wanderwege, unter anderem der Weitwanderweg E6, der vom Großen Riedelstein über den Ecker Sattel herüberkommt und immer dem Kammverlauf bis zum Arber folgt. Ein weiterer Anstieg beginnt in Arnbruck, dessen Hausberg der Mühlriegel ist.
Der Gipfel des Mühlriegels liegt an der Gemeindegrenze zwischen Arrach und Arnbruck, also auch an der Grenze zwischen den Landkreisen Cham in der Oberpfalz und Regen in Niederbayern.